# Ophiochloa hydrolithica
Ophiochloa hydrolithica är en gräsart som beskrevs av Filg., Davidse och Fernando Omar Zuloaga. Ophiochloa hydrolithica ingår i släktet Ophiochloa och familjen gräs. Inga underarter finns listade i Catalogue of Life.